# Sergej Chodos
Sergej Viktorovič Chodos (in russo Сергей Викторович Ходос?; Ust'-Kamenogorsk, 14 luglio 1986) è uno schermidore russo, specializzato nella spada.

## Palmarès
In carriera ha conseguito i seguenti risultati:
- Mondiali di scherma

Lipsia 2017: bronzo nella spada a squadre.
Wuxi 2018: bronzo nella spada a squadre.
- Europei di scherma

Sheffield 2011: bronzo nella spada a squadre.
Strasburgo 2014: bronzo nella spada a squadre.
Tbilisi 2017: oro nella spada a squadre e bronzo nella spada individuale.
Novi Sad 2018: oro nella spada a squadre.
Düsseldorf 2019: oro nella spada a squadre.